# نورمان توماس
نورمان توماس (بالإنجليزية: Norman Thomas)‏ هو ناشط سلام واشتراكي ‏ ومدافع عن الحقوق المدنية وسياسي أمريكي، ولد في 20 نوفمبر 1884 في ماريون في الولايات المتحدة، وتوفي في 19 ديسمبر 1968 في الولايات المتحدة بسبب مرض. حزبياً، نشط في الحزب الاشتراكي الأمريكي.

## روابط خارجية
- نورمان توماس على موقع الموسوعة البريطانية (الإنجليزية)
- نورمان توماس على موقع مونزينجر (الألمانية)
- نورمان توماس على موقع إن إن دي بي (الإنجليزية)
- نورمان توماس على موقع ديسكوغز (الإنجليزية)